# Chaeridiona feae
Chaeridiona feae es un coleóptero de la familia Chrysomelidae.
Fue descrita científicamente en 1890 por Gestro.